# ドラッグライクネス
ドラッグライクネス（英: Druglikeness、薬物類似性、薬物様、薬らしさ）とは、バイオアベイラビリティなどの要因に対して、物質がどの程度「ドラッグライク」(薬物に似て)であるかを示すために、医薬品設計で使用される定性的な概念である。これは、物質が合成されて試験される前に、分子構造から推定される。薬物に似た分子には、次のような特性がある。 
- 経口投与された薬物は、消費された後に腸内膜を通過し、水性血液中に運ばれ、脂質ベースの細胞膜を透過して細胞内に到達する必要があるため、水と脂肪の両方の溶解性がある。親油性細胞膜のモデル化合物は 1-オクタノール (親油性炭化水素) であるため、経口薬の溶解度を予測するためには、LogPとして知られるオクタノール-水分配係数（英語版）の対数が用いられる。この係数は、実験的に測定したり、計算によって予測でき、その場合は「cLogP」と呼ばれることもある。
- 生物学的標的での効力。高力価 (pIC50の高い値) は、特定の濃度で有害作用 (非特異的なオフターゲット薬理) のリスクを低減するため、医薬品候補に望ましい属性である。クリアランスが低い場合、高力価は低総投与量を可能にするため、薬物特異体質反応（英語版）のリスクが低下する[1][2]。
- リガンド効率（英語版）および脂溶性効率（英語版）。
- 分子量。拡散が直接影響を受けるため、小さければ小さいほど良い[要出典]。市販されている薬剤の大多数は、200～600ダルトンの間、特に500未満の分子量を持っており[3][4]、低分子グループに属している。

ドラッグライクネスを評価する伝統的な方法は、親水性基の数、分子量、および疎水性を網羅する「リピンスキーの法則」の適合性を確認することである。 
薬物は血液や細胞内液のような水性媒体で輸送されるため、絶対的な意味で十分に水溶性でなければならない (すなわち、効果を発揮するには最低限の化学的溶解度を有していなければならない)。水への溶解度は、分子内の水素結合ドナー対アルキル側鎖の数から推定できる。水溶性が低いと、吸収や作用が遅くなる。一方、水素結合ドナーが多すぎると、脂肪溶解度が低くなり、薬物が細胞膜を透過して細胞内に到達することができなくなる。 
1つの定義によると、ドラッグライク分子は、分配係数 (log P) が -0.4〜5.6、分子量 160〜480 g/mol、モル屈折率 40〜130 で、これは分子の体積と分子量に関係し、20〜70個の原子を有するものである。 
毒性、変異原性または催奇形性が知られている部分構造は、設計された分子の有用性に影響を与える。しかし、いくつかの毒物は、良好なドラッグライクネスを持っている。天然毒素は、その作用機序を解明し、有益な目的のために利用できるかどうかを調べるために、薬理学研究で使用されている。アルキルニトロ化合物は刺激性の傾向があり、エノンなどのマイケル受容体はアルキル化剤であり、したがって潜在的に変異原性や発がん性がある。
ドラッグライクネスの指標は本来制限されたツールである。ドラッグライクネスは、任意の分子について推定することができ、薬物が達成する実際の特定の効果 (生理活性) を評価するものではない。単純なルールは常に正確であるとは限らず、検索する化学空間を不必要に制限する可能性がある。多くのベストセラー医薬品には、さまざまなドラッグライクネス指標でスコアが低くなる特徴がある。さらに、生化学的に選択的である初回通過代謝は、良好なドラッグライクネスにもかかわらず、化合物の薬理学的活性を破壊する可能性がある。 
生物学的製剤はしばしばタンパク質であり、タンパク質は食べれば消化されてしまうため通常は注入が必要であるため、ほとんどの生物学的製剤にはドラッグライクネスは関係ない。 